# Arroyo de las Cañas (Durazno)
El arroyo de las Cañas es un curso de agua uruguayo que atraviesa el departamento de Durazno perteneciente a la cuenca hidrográfica del Río de la Plata.
Nace en la cuchilla Grande del Durazno y desemboca en el río Negro tras recorrer alrededor de 52 km.